# 卡里耶冰川
71°17′S 162°38′E / 71.283°S 162.633°E
卡里耶冰川是南極洲的冰川，全長22公里，位於鮑爾斯山脈中部，最終在索薩山和高爾山之間注入雷尼克冰川，該冰川由新西蘭探險隊命名。